# Родолфо Ваноли
Родолфо Ваноли (на английски: Rodolfo Vanoli) е бивш италиански футболист, треньор, от юни 2012 година е спортно-техически директор на ПФК ЦСКА (София).

## Кариера

### Състезателна кариера
Израснал във футболния тим на „Варезе“, носи фланелката на „Солбиатезе“ през сезон 1982 – 1983, в регионалното първенство, а през следващия сезон преминава в Серия „C2“. Преминава в тима на „Лече“, с който се състезава в Серия Б и остава там до края на сезон 1988 – 1989.
Прави дебют в Серия А когато е на 22 години, през септември 1985 г., в мача между „Лече“ и „Торино“, а през сезона изиграва 25 мача за клуба. Последва изпадналият „Лече“ в Серия Б.
През сезон 1989 – 1990 преминава в редиците на „Удинезе Калчо“ в Серия А. В Удине остава още два сезона, като допринеся за завръщането на отбора обратно в Серия А. В края на кариерата си играе за „Сароно“ и „Комо“ в Серия „C1“, а по-късно се завръща в „Солбиатезе“ през сезон 1997 – 1998, с който играе в Серия „C2“.

### Треньорска кариера
Започва треньорска кариера в швейцарската футболна лига, водейки от 2001 до 2004 година тима на „Мендризио“, преди да се премести в италианския „Лугано“ през декември 2005 г., където заменя на поста германският треньор Пол Шонвертер.
Завършва треньорската школа в Коверчано в периода 2005 – 2006 г.
През сезон 2006 – 2007 е начело на „Белиндзона“, а от следващата година поема „Удинезе“, оставайки на поста до 2010 г.
Преаз месец юни е обявено, че Ваноли е новият спортно-технически директор на ЦСКА София, като е официално предстваен на 14 юли 2012 година, преди контролата ЦСКА – „Дрита“ Македония, завършил 2 – 0 на ст. „Българска армия“.